# Yo-Yo
Yo-Yo, a właściwie Yolanda Whitaker (ur. 4 sierpnia 1971 w Compton) – amerykańska raperka i aktorka filmowa. Protegowana rapera Ice Cube'a.
Pierwszy raz gościnnie udzieliła się u boku Ice Cube'a, na albumie AmeriKKKa's Most Wanted, w utworze "It's a Man's World" w 1990 roku. Następnie sam Cube dograł swoje zwrotki do utworu "You Can't Play with My Yo-Yo" na debiutancki album Whitaker – Make Way for the Motherlode z 1991 r.
Jako aktorka po raz pierwszy pojawiła się w filmie z 1991 r. pt. Chłopaki z sąsiedztwa u boku Cuby Goodinga Jr. i Laurence'a Fishburne. Następnie w 1993 r. wystąpiła w Zagrożeniu dla społeczeństwa.

## Dyskografia
Źródło.
Albumy
- Make Way for the Motherlode (1991)
- Black Pearl (1992)
- You Better Ask Somebody (1993)
- Total Control (1996)
- Ebony (niewydany) (1998)
- Hits Revealed (EP, 2007)